# Стефані Клаусен
Стефані Клаусен (дан. Stefanie Clausen, 1 квітня 1900 — 2 серпня 1981) — данська стрибунка у воду.
Олімпійська чемпіонка 1920 року.